# Quetzal pavonin
Pharomachrus pavoninus
Espèce
Statut de conservation UICN

 LC  : Préoccupation mineure
Le Quetzal pavonin (Pharomachrus pavoninus) est une espèce d'oiseau de la famille des Trogonidae.

## Habitat et répartition
Il vit en Amazonie : forêts tropicales et subtropicales humides en plaine.